# Элиас Мотсоаледи (местный муниципалитет)
Элиас Мотсоаледи (Elias Motsoaledi) — местный муниципалитет в районе Секхукхуне провинции Лимпопо (ЮАР). Административный центр — Гроблерсдал. Муниципалитет назван в честь Элиаса Мотсоаледи, члена АНК и Умкото ве Сизве, который активно боролся с режимом апартеида.